# Systemin
Systeminer är hormoner som tillhör klassen av växtpeptidhormoner.